# روغن سفید
روغن سفید (به انگلیسی: White oil) یک اسپری حشره‌کش است که برای کنترل طیف گسترده‌ای از آفات حشرات در باغ استفاده می‌شود. این اسپری با مسدود کردن منافذ تنفسی حشرات، سبب خفگی و مرگ می‌شود. در کنترل شته‌ها، شپشک، شپشک آردآلود، کنه، برگ‌خوار مرکبات و کرم پوست‌نرم مؤثر است. «روغن سفید» نام جایگزین روغن معدنی است.

## آفت‌کش ارگانیک تجاری
روغن سفید به صورت تجاری به عنوان یک آفت‌کش آلی مبتنی بر روغن نفتی، هم به صورت کنسانتره، و هم در بطری یا قوطی اسپری آماده به فروش می‌رسد.
اصطلاح «روغن باغبانی» ممکن است برای متمایز کردن این محصول مبتنی بر روغن نفتی از محصولات خانگی با استفاده از روغن گیاهی استفاده شود.